# Борго Дичото (Мантова)
Борго Дичото је насеље у Италији у округу Мантова, региону Ломбардија.
Према процени из 2011. у насељу је живело 44 становника. Насеље се налази на надморској висини од 33 м.